# Pfarrkirche Vinaders

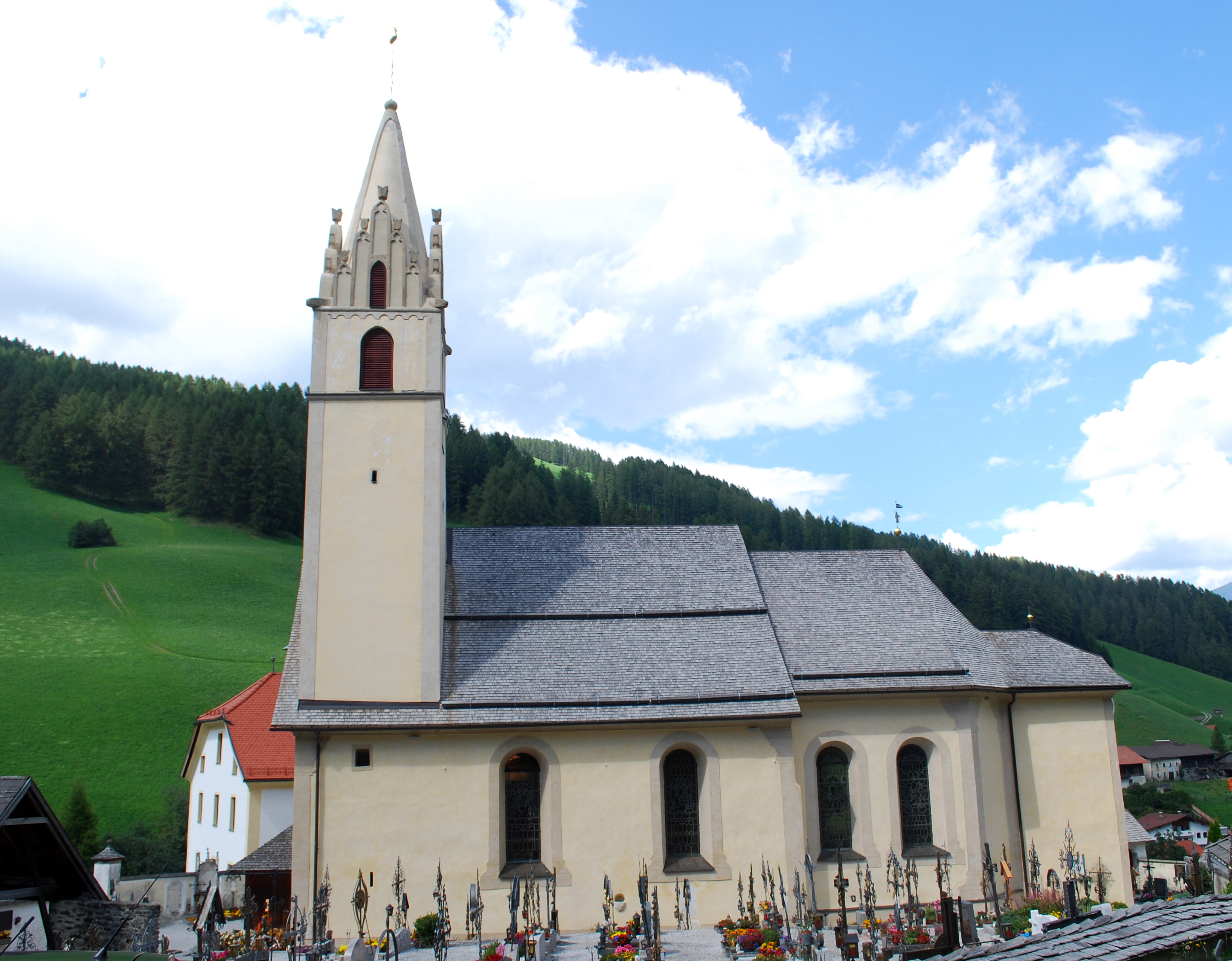
Katholische Pfarrkirche hl. Leonhard in Vinaders

Die Pfarrkirche Vinaders steht am Eingang des Obernbergtales südlich der Talstraße im Kirchweiler Vinaders in der Gemeinde Gries am Brenner im Bezirk Innsbruck-Land in Bundesland Tirol. Die dem Patrozinium hl. Leonhard von Limoges unterstellte römisch-katholische Pfarrkirche gehört zum Dekanat Matrei am Brenner in der Diözese Innsbruck. Die Kirche und der Friedhof stehen unter Denkmalschutz (Listeneintrag).

## Geschichte
Urkundlich wurde 1253 eine Kirche genannt. 1489 wurde die Kirche umgebaut und 1490 geweiht. 1498 wurde ein Kaplan genannt. 1802/1803 wurde der Chor verlängert und die Kirche barockisiert. 1891 wurde die Kirche zur Pfarrkirche erhoben. 1974/1976 wurde die Kirche außen restauriert.

## Architektur
Der im Kern spätgotische Kirchenbau mit einem Südturm ist von einem Friedhof umgeben.
Der Kirchenbau zeigt ein Langhaus mit einem westlich vorkragenden geschwungenen Satteldach, der Chor schließt mit einem polygonalen Schluss, östlich ist eine Sakristei angebaut. Die Fassaden mit Rundbogenfenstern sind durch Architekturputz gegliedert, die Westfront hat ein spätgotisches profiliertes Spitzbogenportal, im Giebel befindet sich ein Kreisfenster. Der spätgotische Turm steht an der Süd-West-Ecke des Langhauses, das Glockengeschoß mit rundbogigen Schallfenstern hat Eckgesimse, darüber sind vier Giebel, deren Flächen in schmale mit Dreipass schließenden Blendnischen mit Tulpen aufgelöst sind, der Turm trägt darüber eine kurze Pyramide.
Das Kircheninnere zeigt ein kurzes rechteckiges Emporenjoch mit der Empore. Das zweijochige Langhaus hat ein Stichkappentonnengewölbe auf Wandpfeilern. Der Triumphbogen ist rundbogig. Der eingezogene zweijochige Chor unter einer kreisrunden Flachkuppel hat einen halbrunden Schluss. 
Die Deckenmalereien mit Szenen aus dem Leben des hl. Leonhard schuf Josef Schmutzer der Jüngere um 1800. Diese wurden 1901 von Rafael Thaler übermalt (hl. Leonhard empfiehlt Vinaders dem Altarsakrament, an den Pendentifs die Vier Evangelisten, hl. Leonhard als Einsiedler, in den Stichkappen die Vier Kirchenväter). 1989 wurden diese entfernt und die Fresken Schmutzers wieder freigelegt.

## Ausstattung
Die spätbarocken Altäre schuf Josef Reinisch 1803. Der Hochaltar als Säulenaufbau mit verkröpftem geschweiftem Gebälk schließt mit einem Baldachin, das Altarblatt die Heiligen Leonhard und Nikolaus verehren die Gottesmutter malte Josef Schmutzer der Jüngere 1803, die Opfergangsportale tragen weißpolimentierte Statuen der Heiligen Nikolaus und Blasius aus der Mitte des 19. Jahrhunderts. Die Seitenaltäre zeigen Altarblätter von Georg Mader um 1854/1855, links Auferweckung des Lazarus und das Oberbild Herz Mariä, rechts Mariä Himmelfahrt und das Oberbild Herz Jesu.
Die Orgel baute Josef Reinisch 1836.